# Dortmunder Schachtage

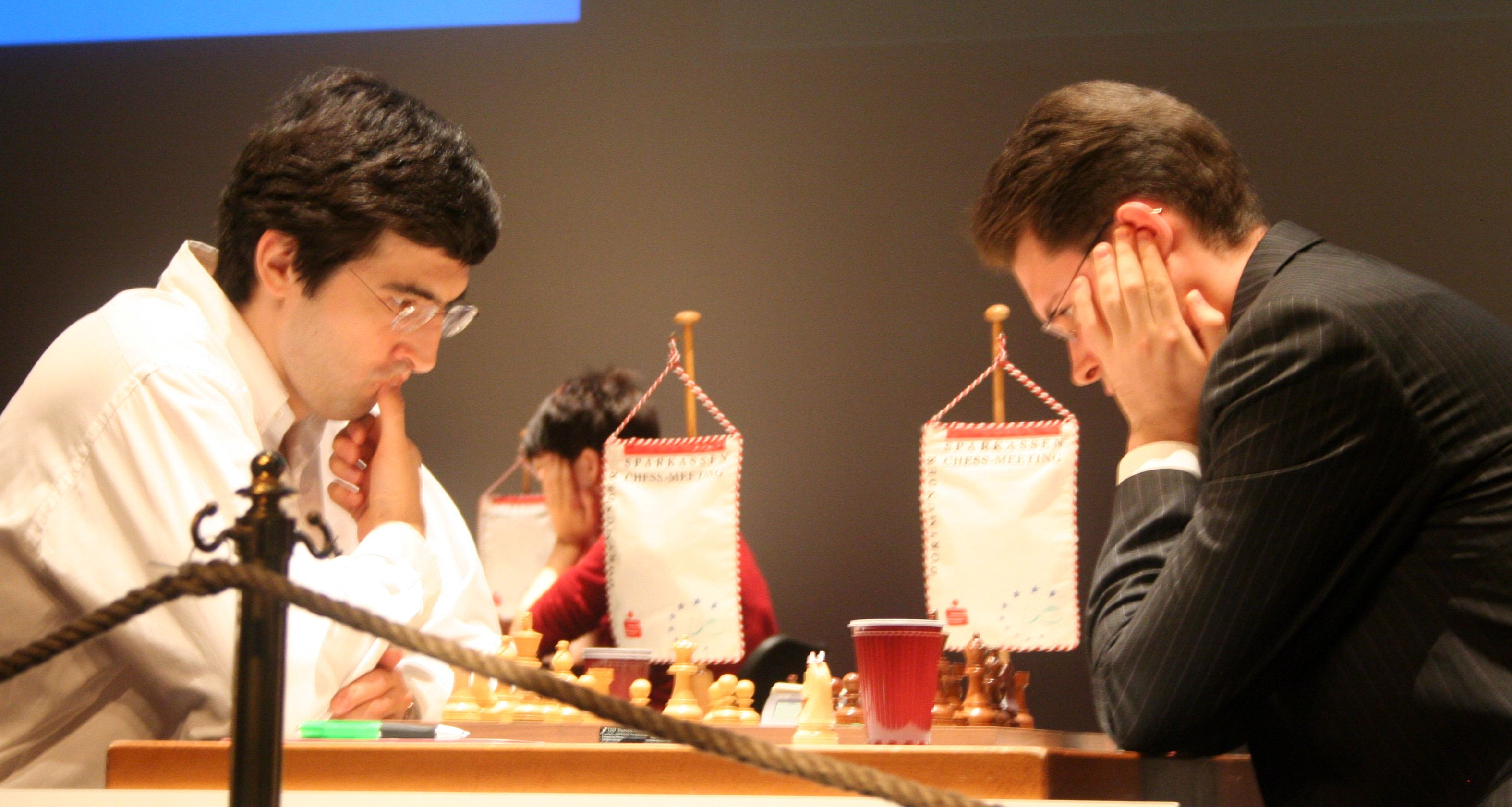
Władimir Kramnik i Péter Lékó, Dortmund 2006

Dortmunder Schachtage (Dortmundzkie Dni Szachowe, ang. Dortmunder Sparkassen Chess Meeting) – turniej szachowy, corocznie rozgrywany w niemieckim mieście Dortmund z udziałem czołowych arcymistrzów świata. W ramach festiwalu, oprócz turnieju głównego (rozgrywanego systemem kołowym lub dwukołowym) odbywają się również inne turnieje arcymistrzowskie niższej rangi oraz turnieje otwarte, rozgrywane systemem szwajcarskim.

## Opis
Pierwszy z cyklicznych turniejów Dortmunder Schachtage odbył się w roku 1973 (turniej był zarazem międzynarodowymi mistrzostwami Niemiec). W latach wcześniejszych rozegrano w Dortmundzie trzy turnieje wysokiej rangi, w których triumfowali Friedrich Sämisch (1928), Albéric O’Kelly de Galway (1951) i Mark Tajmanow (1961).
Historia turniejów dortmundzkich jest bardzo bogata. Tutaj międzynarodową karierę rozpoczynali Péter Lékó (1991, w turnieju „D”) oraz Władimir Kramnik, który w roku 1992 triumfował w turnieju otwartym. Rozegrany w roku 1992 turniej główny był najsilniejszym turniejem szachowym rozegranym do tej pory na terenie Niemiec i dopiero od tego roku turnieje w Dortmundzie zaliczane są do najsilniejszym na świecie. W roku 1999 osiągnięto po raz pierwszy poziom XIX kategorii FIDE, co oznaczało, iż średni ranking wszystkich uczestników przekroczył 2700 punktów rankingowych. W 2002 roku Dortmunder Schachtage był jednocześnie turniejem pretendentów, który miał wyłonić przeciwnika dla ówczesnego mistrza świata organizacji „Braingames”, Władimira Kramnika.
Absolutnym rekordzistą pod względem liczby zwycięstw jest Władimir Kramnik, który w Dortmundzie zwyciężał 10 razy (w tym czterokrotnie dzielił I miejsce). W latach 2002–2007 sędzią głównym turnieju był Andrzej Filipowicz.

## Zwycięzcy dotychczasowych turniejów

Anatolij Karpow, zwycięzca turnieju w 1993 roku

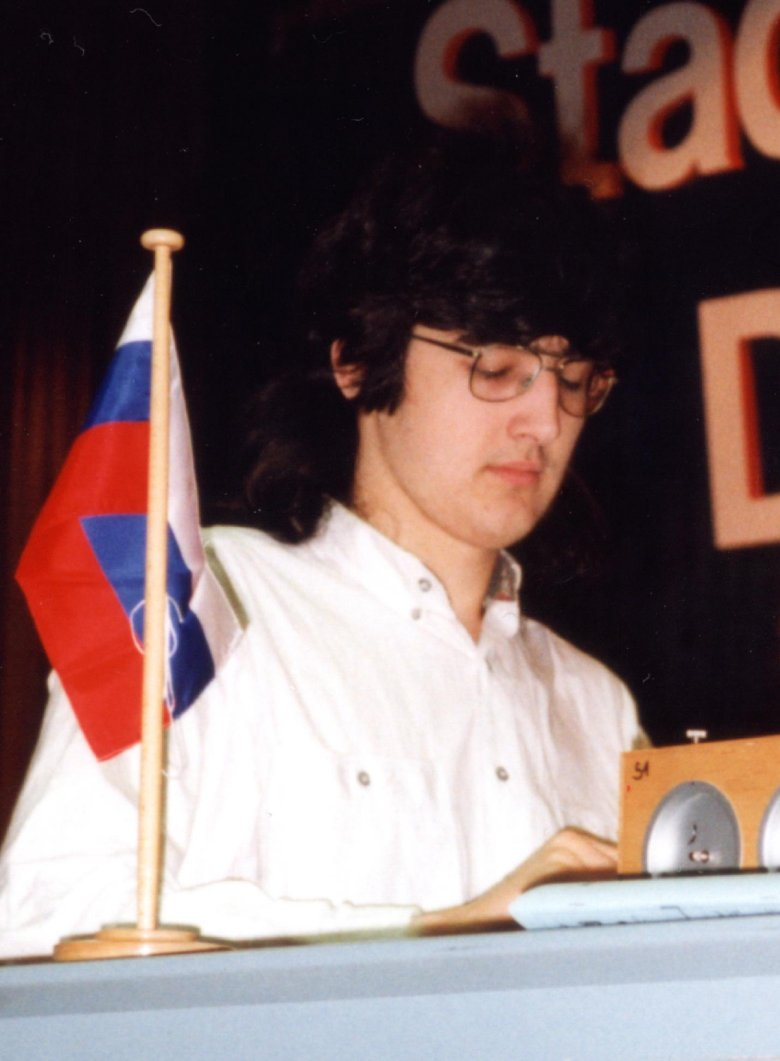
Władimir Kramnik, Dortmund 1993

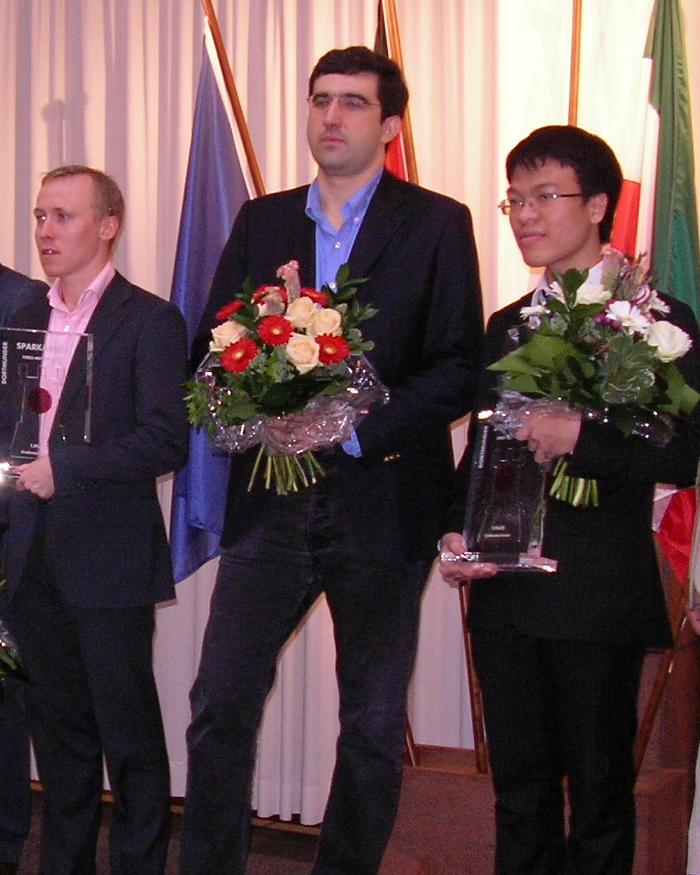
Zwycięzcy z 2010 r.: od lewej Rusłan Ponomariow (1), Władimir Kramnik (3) oraz Lê Quang Liêm (2)

| Rok  | Zwycięzcy                                      |
| ---- | ---------------------------------------------- |
| 1973 | Heikki Westerinen                              |
| 1974 | László Szabó                                   |
| 1975 | Heikki Westerinen                              |
| 1976 | Ołeh Romanyszyn                                |
| 1977 | Jan Smejkal                                    |
| 1978 | Ulf Andersson                                  |
| 1979 | Tamaz Giorgadze                                |
| 1980 | Raymond Keene                                  |
| 1981 | Giennadij Kuźmin                               |
| 1982 | Vlastimil Hort                                 |
| 1983 | Mihai Şubă                                     |
| 1984 | Jehuda Gruenfeld                               |
| 1985 | Jurij Razuwajew                                |
| 1986 | Zoltán Ribli                                   |
| 1987 | Jurij Bałaszow                                 |
| 1988 | Symbat Lyputian                                |
| 1989 | Jefim Geller                                   |
| 1990 | Aleksander Czernin                             |
| 1991 | Igor Štohl, Aleksander Czernin                 |
| 1992 | Garri Kasparow, Wasyl Iwanczuk                 |
| 1993 | Anatolij Karpow                                |
| 1994 | Jeroen Piket                                   |
| 1995 | Władimir Kramnik                               |
| 1996 | Władimir Kramnik, Viswanathan Anand            |
| 1997 | Władimir Kramnik                               |
| 1998 | Władimir Kramnik, Michael Adams, Piotr Swidler |
| 1999 | Péter Lékó                                     |
| 2000 | Władimir Kramnik, Viswanathan Anand            |
| 2001 | Władimir Kramnik, Weselin Topałow              |
| 2002 | Péter Lékó                                     |
| 2003 | Wiktor Bołogan                                 |
| 2004 | Viswanathan Anand                              |
| 2005 | Arkadij Naiditsch                              |
| 2006 | Władimir Kramnik, Piotr Swidler                |
| 2007 | Władimir Kramnik                               |
| 2008 | Péter Lékó                                     |
| 2009 | Władimir Kramnik                               |
| 2010 | Rusłan Ponomariow                              |
| 2011 | Władimir Kramnik                               |
| 2012 | Fabiano Caruana, Siergiej Kariakin             |
| 2013 | Michael Adams                                  |
| 2014 | Fabiano Caruana                                |
| 2015 | Fabiano Caruana                                |
| 2016 | Maxime Vachier-Lagrave                         |
| 2017 | Radosław Wojtaszek                             |
| 2018 | Jan Niepomniaszczij                            |
| 2019 | Leinier Domínguez                              |
| 2021 | Pawło Eljanow                                  |
| 2022 | Pawło Eljanow                                  |